# Bernard IV d'Armagnac
Pour les articles homonymes, voir Bernard d'Armagnac et Bernard IV.
Bernard IV d'Armagnac, mort en 1193, comte d'Armagnac de 1160 à 1193 et de Fezensac, était fils de Géraud III, comte d'Armagnac et de Fézensac, et d'Anicelle, comtesse de Fezensac.
Il lutta contre Géraud de la Barthe, archevêque d'Auch. 
Il avait épousé vers 1150 Étiennette, mais n'eut des enfants qu'après vingt ans de mariage :
- Géraud IV (1170 † 1215), comte d'Armagnac ;
- Bernard, mort après 1202 ;
- Marie, nonne à Sainte-Marie de Carrizo.

Désespérant d'avoir un fils pour lui succéder, il avait désigné comme héritier son neveu Bernard de Lomagne (1155 † 1202). En 1184, il lui donna en apanage la vicomté de Fézensaguet.